# 2014 JO25
2014 JO25 és un asteroide proper a la Terra. Va ser descobert el maig de 2014 pels astrònoms del Catalina Sky Survey prop de Tucson, Arizona, un projecte del programa d'observacions de NEO (Near Earth Object, Objecte proper a la Terra) de la NASA en col·laboració amb la Universitat d'Arizona.

## Òrbita i classificació
2014 JO25 pertany als asteroides Apol·lo, que creuen l'òrbita de la Terra. Els Apol·los són el grup més gran d'objectes propers a la Terra amb gairebé 10 mil membres coneguts. També és un asteroide potencialment perillós a causa de la seva mida prou gran (una magnitud absoluta més brillant que 22) i la seva MOID (distància mínima d'intersecció orbital) de la Terra (vegeu més avall) és de menys de 0,05 ua.
Gira al voltant del Sol a una distància de 0,25-3,90 ua un cop cada 3 anys (1.086 dies; semieix major de 2,07 ua). La seva òrbita té una excentricitat de 0,89 i una inclinació de 25° respecte a l'eclíptica. Això el converteix també en un asteroide que creua Venus i Mercuri.
L'arc d'observació del cos comença amb un predescobriment realitzat per Pan-STARRS el maig de 2011, o 3 anys abans de la seva primera observació oficial a Mount Lemmon.

### Aproximacions properes
Aquest asteroide té una distància mínima d'intersecció orbital (MOID) amb la Terra d'1.650.000 km (0,0110 AU), que es tradueixen en 4,3 distàncies lunars.

### Apropament a la Terra el 2017
2014 JO25 va fer una aproximació a la Terra el 19 d'abril de 2017, i en la seva aproximació més propera en aquesta data es va produir a 1,8 milions de quilòmetres del planeta. Va arribar a una magnitud aparent de 10,76.

L'apropament del 2017 a una distància d'1,8 milions de quilòmetres va ser l'aproximació més propera a la Terra el 2014 JO25 durant almenys els propers 400 anys.

## Característiques físiques
2014 JO25 és un asteroide binari de contacte amb forma de cacauet. És un suposat asteroide rocós de tipus S.

### Diàmetre i albedo
L'estimació primerenca basada en la magnitud absoluta observada i l'albedo estimat indica un objecte de 600-1400 metres (m) de diàmetre. El 2014, investigacions posteriors basades en dades de NEOWISE van indicar un objecte de 650 m de diàmetre i una albedo de 0,25.
A partir d'una conversió genèrica de magnitud a diàmetre mitjà, 2014 JO25 mesura aproximadament 720 m de diàmetre, utilitzant una magnitud absoluta de 18,1 i assumint una albedo de 0,20, que és típic dels asteroides rocós. El Collaborative Asteroid Lightcurve Link assumeix una albedo de 0,20 i calcula un diàmetre de 818 metres a partir d'una magnitud absoluta de 17,8.
L'observació de l'asteroide amb es va realitzar entre el 15 i el 21 d'abril de 2017 per l'Observatori d'Arecibo i el Goldstone Solar System Radar (GSSR). Els resultats mostren que la dimensió més gran d'aquest binari de contacte és d'almenys 870 metres.

### Període de rotació
Les observacions radiomètriques de 2017 realitzades a Arecibo i Goldstone també van donar un període de rotació d'aproximadament 4,5 hores. També a l'abril de 2017, es va obtenir una corba de llum rotacional d'aquest asteroide a partir d'observacions fotomètriques de Brian Warner a l'estació Palmer Divide (U82) a Califòrnia. L'anàlisi de la corba de llum va donar un període refinat de 4,531 hores amb una amplitud de brillantor de magnitud entre 0,14 i 0,64 (U=n.a.).

## Numeració i denominació
No va ser fins al 2018 que aquest planeta menor no va ser numerat ni nomenat.

## Galeria d'imatges
Les imatges de radar de l'asteroide van ser preses el 18 d'abril de 2017 pel Goldstone Solar System Radar (GSSR):

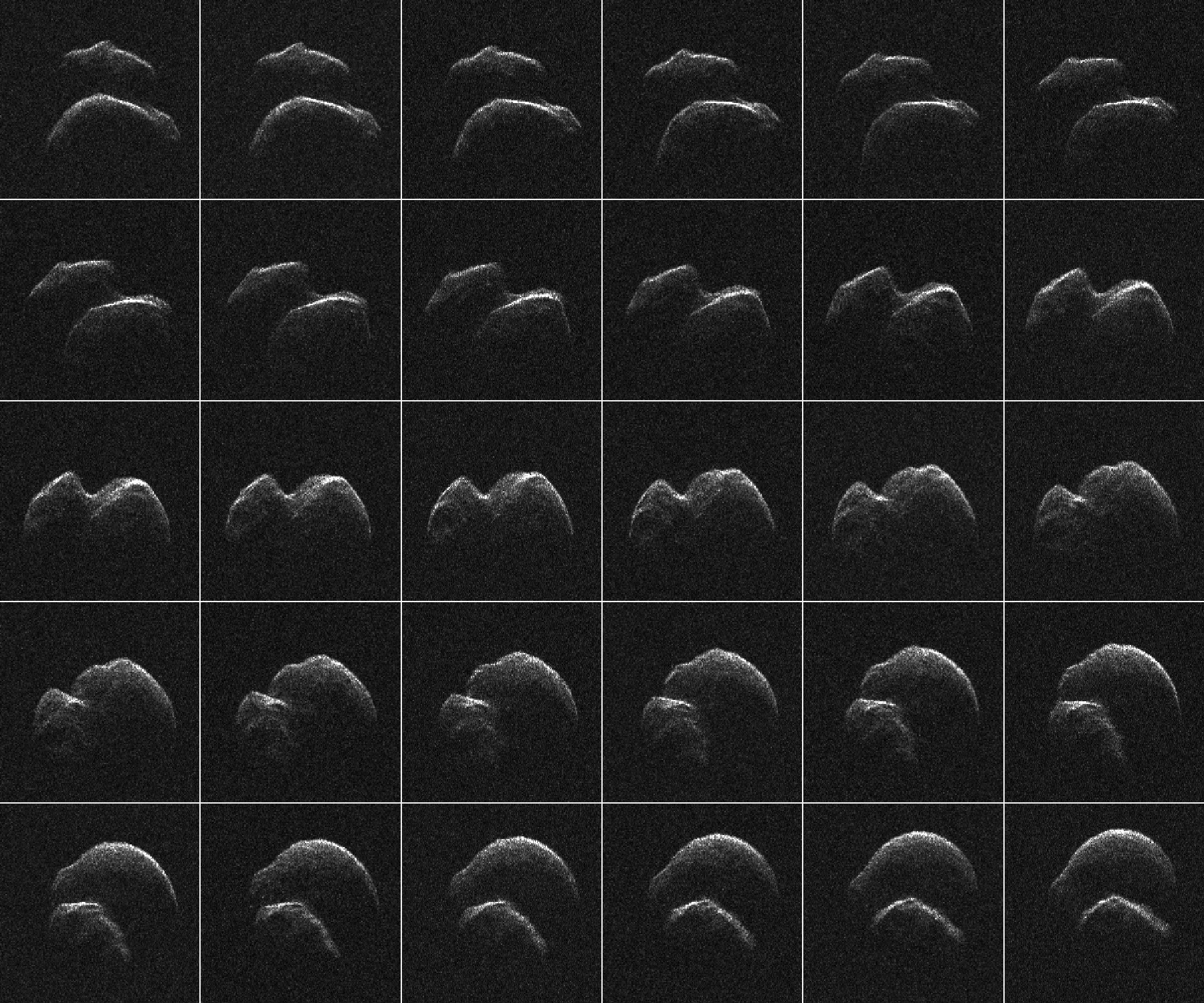
Imatges del radar del 2014 JO25
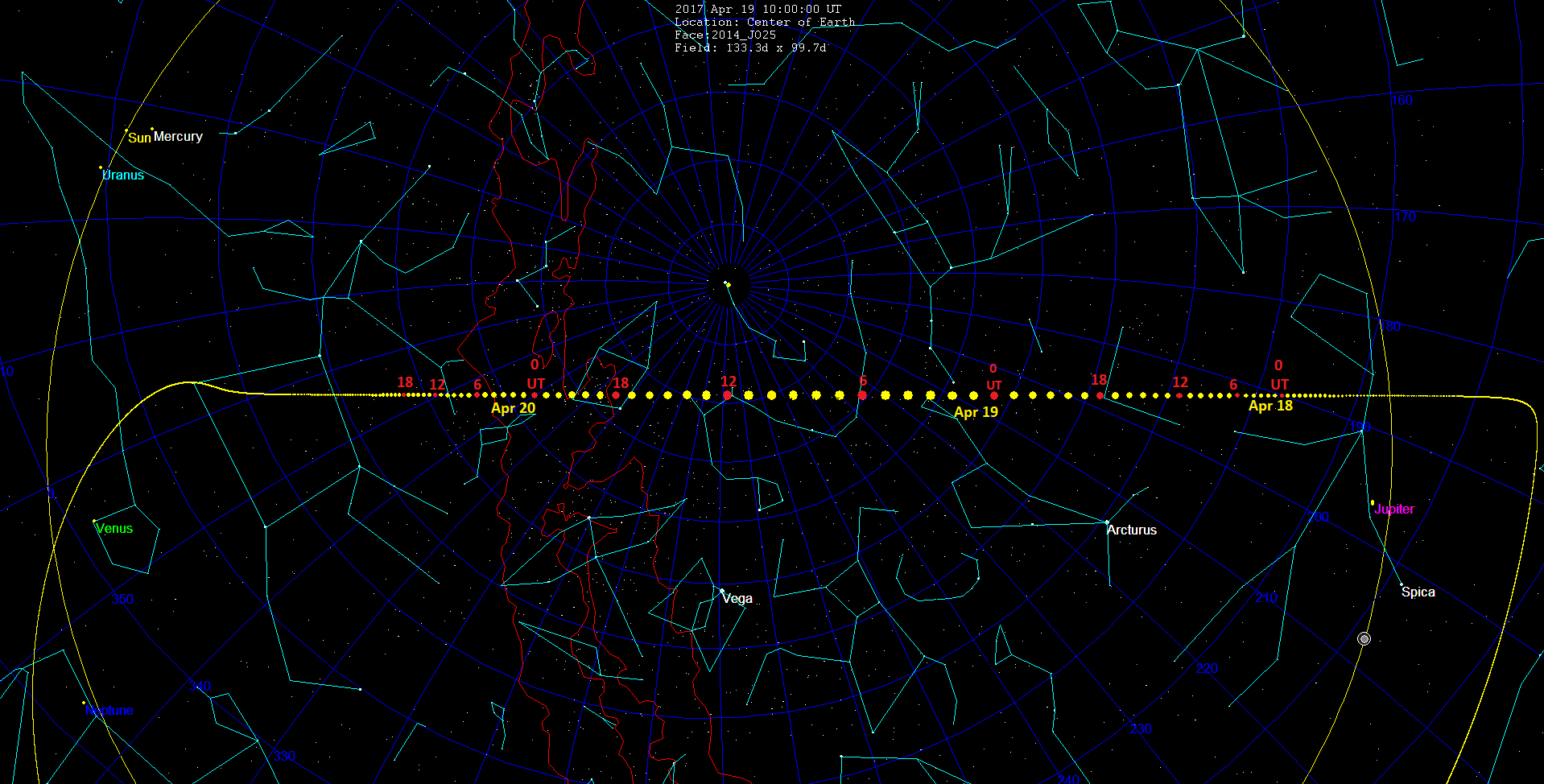
Trajectòria al cel amb moviment horari al nord de l'eclíptica, i en Draco en el punt més proper
Vista amb telescopi (19-4-2017, 22:07:35 - 22:31:07 UTC)

## En context
2014 JO25 en un gràfic que representa la distància d'aproximació més propera a la Terra i la mida dels NEO el 2017.

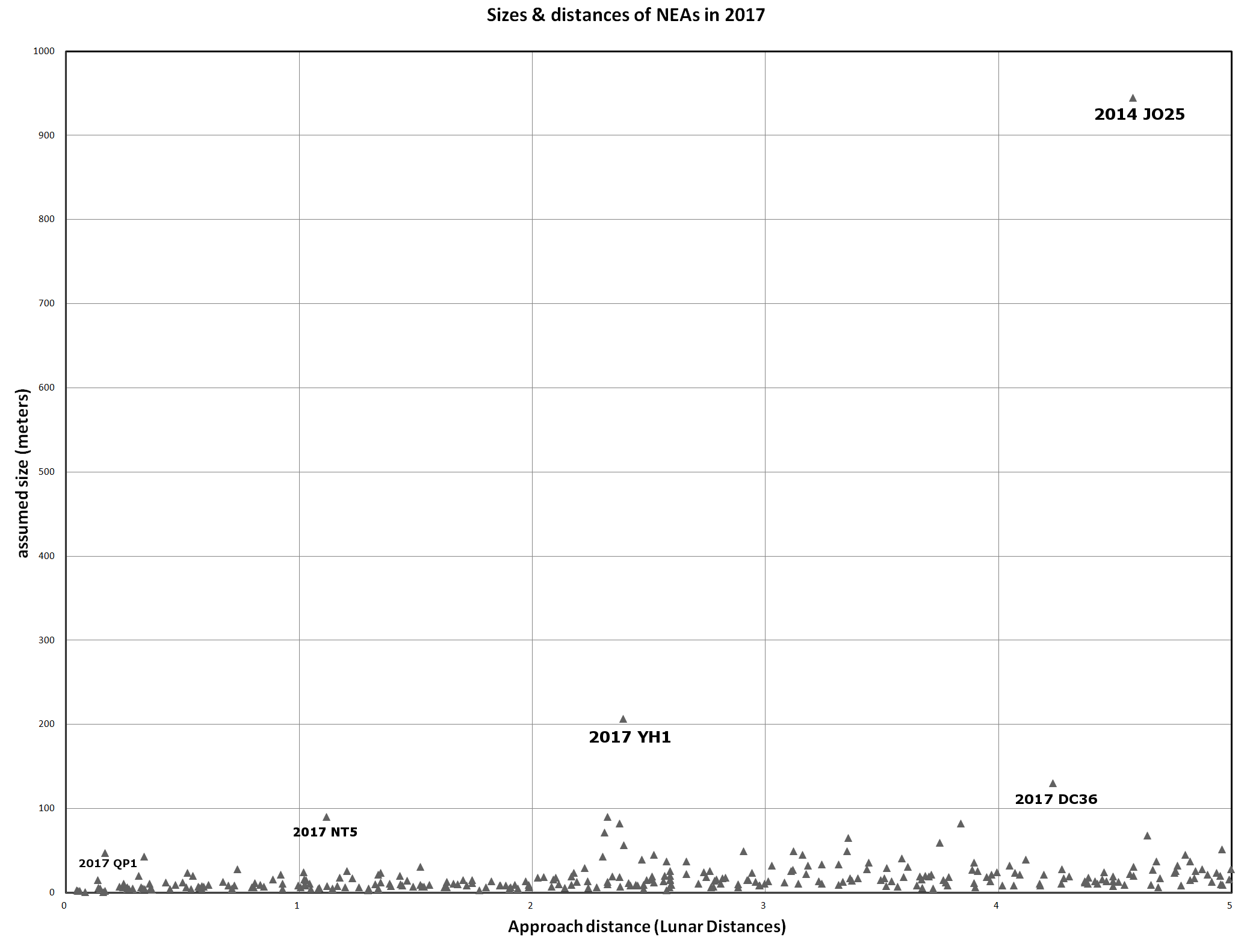
2014 JO25 es troba a la part superior dreta del gràfic.